# Кривчунка (зупинний пункт)
Кривчу́нка — пасажирський залізничний зупинний пункт Козятинської дирекції Південно-Західної залізниці.
Розташований у селі Кривчунка Жашківського району Черкаської області на лінії Погребище I — Жашків між станціями Денгофівка (16 км) і Жашків (11 км).

Відкритий 1927 року під час відкриття руху залізницею. Чотири рази на тиждень (крім вівторка, середи та четверга) курсує дизель-поїзд Козятин I — Жашків.

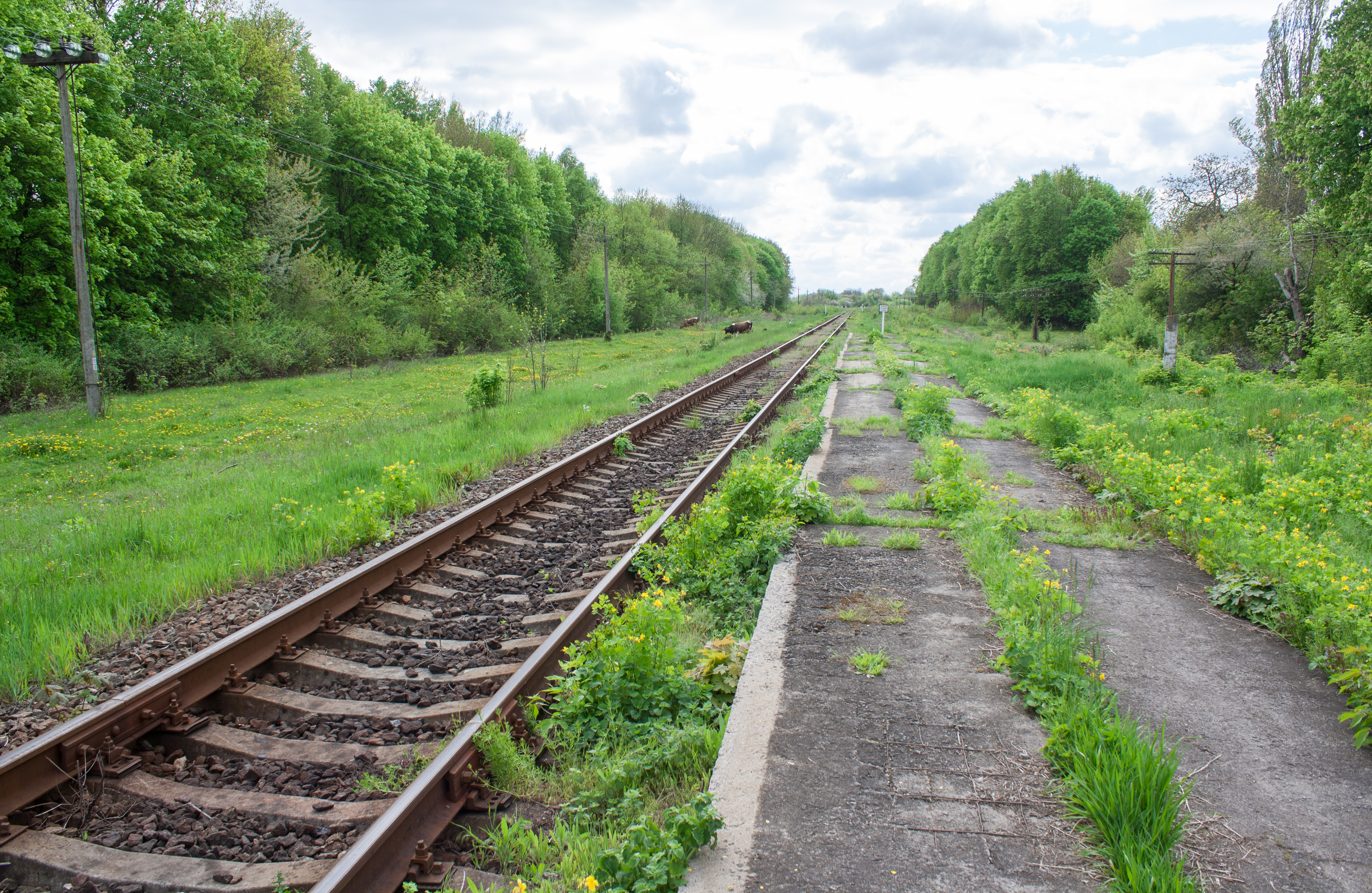
Платформа